# Joaquim Carlos Del Bosco Amaral
Joaquim Carlos Del Bosco Amaral (Santos, SP, 26 de março de 1939) é advogado e político brasileiro. Exerceu os cargos de vereador em Santos, deputado estadual e deputado federal constituinte.

## Infância e Juventude

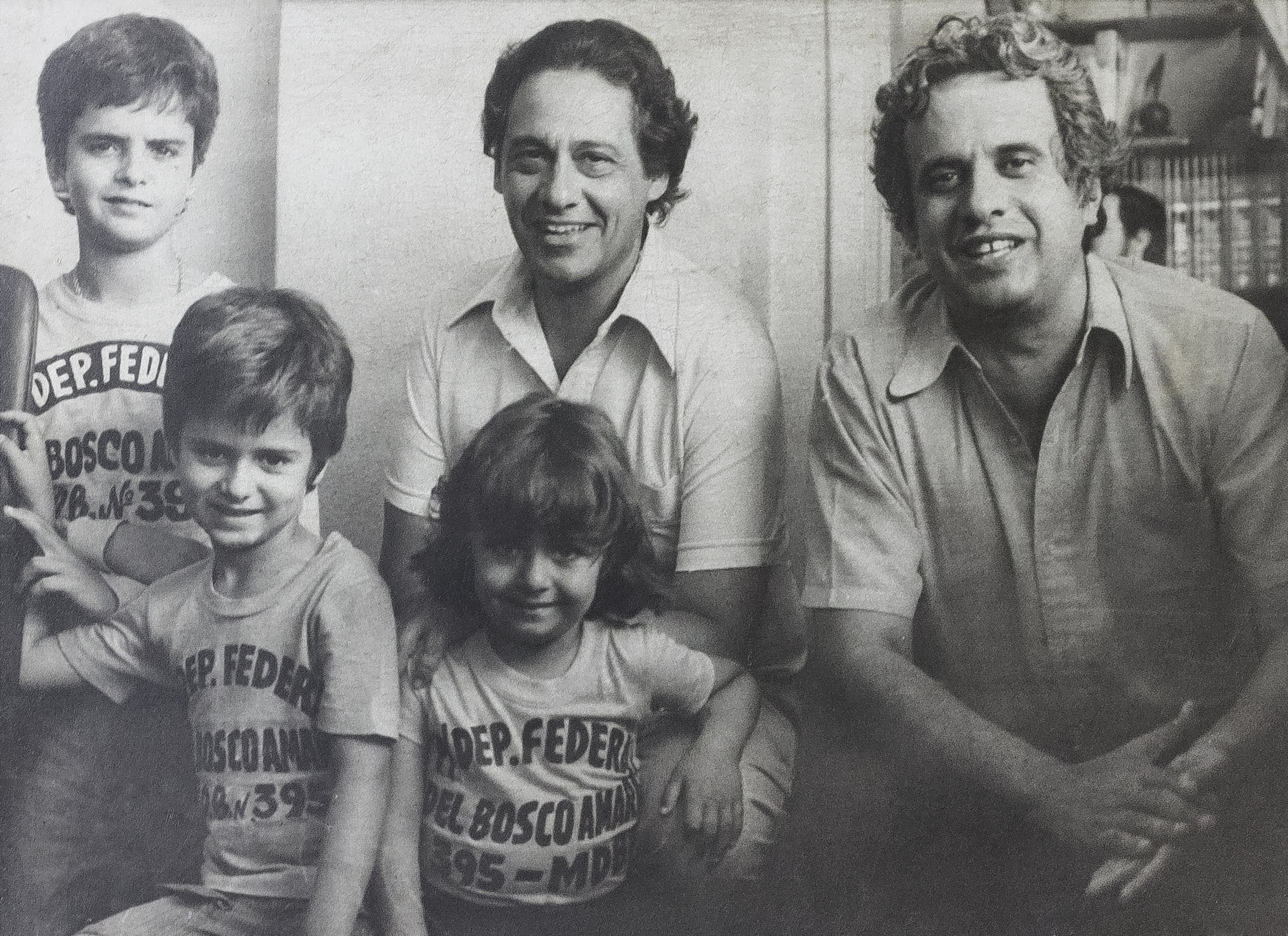
Joaquim Del Bosco Amaral e seus filhos André, Marcelo e Patrícia ao lado de Fernando Henrique Cardoso durante campanha eleitoral para Deputado Federal.

Joaquim Carlos Del Bosco Amaral nasceu em uma família de classe média. O pai, Manoel de Jesus Amaral, era advogado e a mãe, Rosa Serafina Del Bosco, aposentou-se como Inspetora Substituta da Receita Federal.
Estudou em colégios de Santos, como Ginásio Luso-Brasileiro, Ateneu São José e Colégio Estadual Canadá. Formou-se em Direito pela Faculdade Católica de Santos (atual UniSantos), onde estudou entre 1957 e 1962.

## Informações atuais
Casado com Maria Dolores Costa Amaral (Dona Dodô) há 48 anos tem três filhos: o advogado André Costa Del Bosco Amaral, o vereador Marcelo Costa Del Bosco Amaral e a advogada Patrícia Del Bosco Amaral Siqueira, além de quatro netos.

## Vida pública

### Vereador

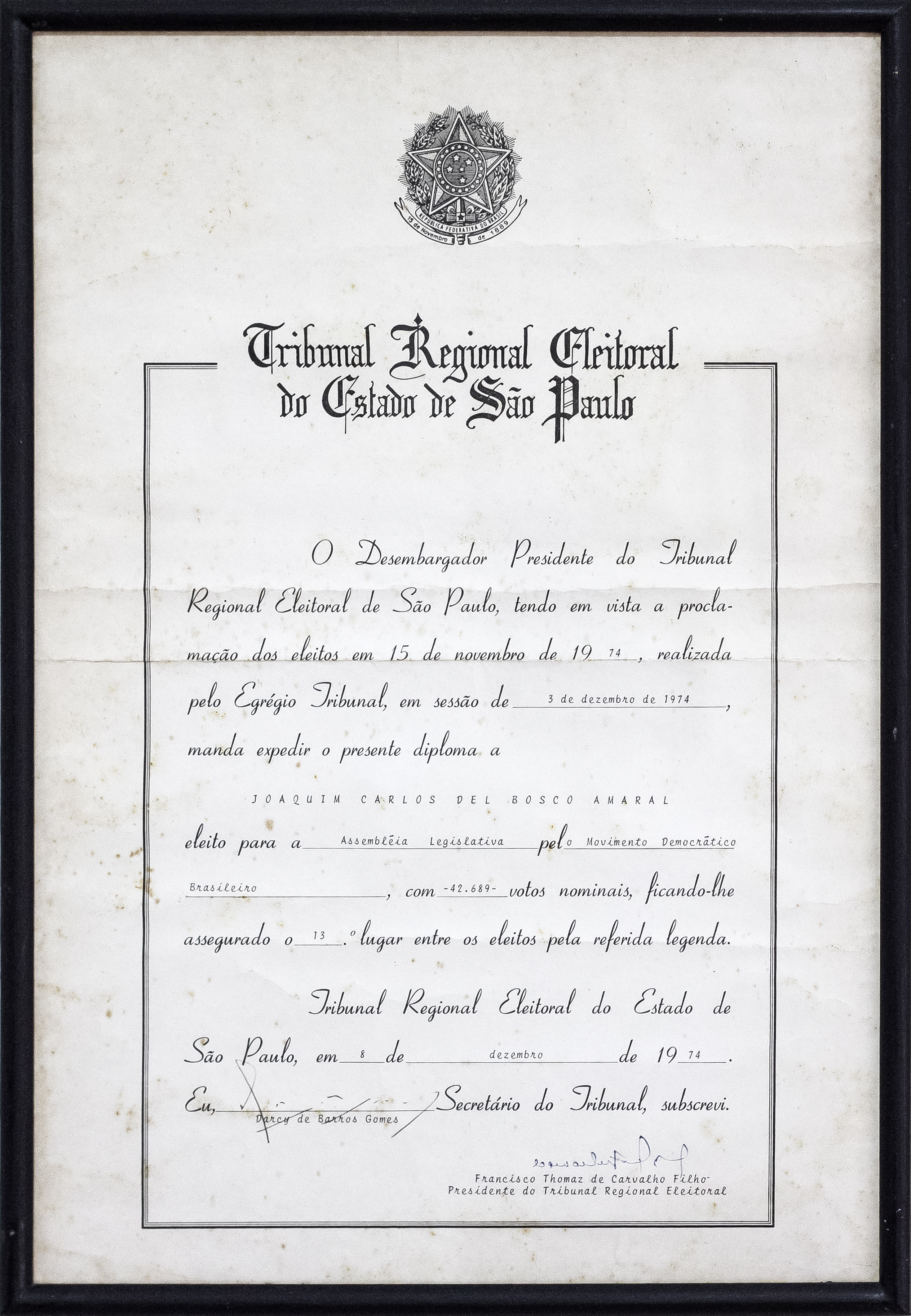
Diploma de Deputado Estadual em 1974, eleito com 42.689 votos, sendo o 13º mais votado no Estado de São Paulo.

Joaquim Carlos Del Bosco Amaral ingressou na vida pública em 1965, quando assumiu, pela primeira vez, uma cadeira na Câmara Municipal de Santos. Na época estava filiado ao PSP.
Nas eleições de 1968 foi o segundo vereador mais votado da Cidade. Porém, o regime militar, pouco tempo após cassar o mandato do prefeito eleito Esmeraldo Tarquínio Filho dois dias antes da posse, dissolveu o Poder Legislativo do Município.

### Deputado Estadual
Em 1970, já filiado ao Movimento Democrático Brasileiro (MDB), conquistou pelo voto uma vaga na Assembleia Legislativa do Estado de São Paulo sendo o único representante de Santos. Foi reeleito em 1974.
Durante este período em que ocupou o cargo de deputado estadual enfrentou a insegurança que assolava o País e lutou contra o regime. Em várias ocasiões foi até a sede do Destacamento de Operações de Informações - Centro de Operações de Defesa Interna (DOI-CODI) em São Paulo protestou contra as torturas a que eram submetidos todos aqueles que estavam presos por fazerem oposição ao regime.
Um dos momentos mais marcantes de sua carreira política foi o dia em que foi ao DOI-CODI ver o corpo do jornalista Vladimir Herzog. Segundo os militares, ele havia cometido suicídio, mas Joaquim Del Bosco Amaral constatou que ele havia sido torturado, como ficou comprovado posteriormente.

### Deputado Federal
A partir de 1978, quando se elegeu deputado federal pela primeira vez, Joaquim Carlos Del Bosco Amaral tornou-se um dos políticos mais atuantes na luta pela redemocratização do País. Ao lado de parlamentares do PMDB com os mesmos ideais, como Freitas Nobre, Ulisses Guimarães e Roberto Freire participou com assiduidade dos debates e comícios que trataram da Lei da Anistia. Também manteve contato com vários militantes presos ou exilados no Exterior.
O esforço foi recompensado em 28 de agosto de 1979, quando o então Presidente da República, General João Baptista de Oliveira Figueiredo, promulgou a Lei n° 6.683, popularmente conhecida como Lei da Anistia.
Reeleito em 1982, seus esforços se concentraram na luta pelo fim da ditadura militar e consequentemente na retomada da democracia. Em seus inúmeros pronunciamentos ele deixava claro que a experiência vivida durante o período em que os militares estiveram no poder não permitia aos brasileiros desfrutarem de algo muito simples, mas que na época era praticamente impossível de se obter: Cidadania.
Era crítico ao reitor da Universidade Estadual Campinas, Zeferino Vaz, por ficar mais tempo de reitor na universidade do que permitido por lei e o criticou em colunas do jornal O Estado de São Paulo. 

### Deputado Federal Constituinte
Em 1986, foi reeleito deputado federal, mas desta vez sua cadeira no Congresso Nacional lhe deu o direito de participar de um dos momentos mais marcantes da história nacional: a implantação da Assembleia Nacional Constituinte.
Ao lado de vários líderes políticos que foram libertados ou retornaram do exílio, Del Bosco Amaral foi um dos parlamentares mais ativos nos debates no plenário da Câmara Federal.
Contando com a presença do companheiro e conterrâneo Mário Covas, que conquistou uma vaga no Senado Federal com 7,7 milhões de votos, um recorde que demorou para ser batido no que se refere ao Poder Legislativo Brasileiro, sua primeira luta foi fazer oposição ao chamado “Centrão”, bloco de parlamentares de direita, ainda alinhado aos ideais militares, mas que ainda tinha bastante influência, principalmente nos bastidores.
Nesta luta, Del Bosco teve papel fundamental nas articulações partidárias para que as propostas chegassem a um consenso. Por isso, os debates foram fundamentais na confecção do texto final da Constituição Brasileira.
Joaquim Del Bosco Amaral defendeu com afinco pontos importantes como liberdade de informação, religiosa e de pensamentos. O parlamentar também não abriu mão de lutar pelos direitos individuais de todos os brasileiros, incluindo principalmente o de greve para trabalhadores da iniciativa privada e servidores públicos.
Del Bosco Amaral também votou a favor de pontos relevantes, como o acesso à Saúde Pública e o fortalecimento da Educação, desde a pré-escola até as universidades públicas, como forma de o País desenvolver seu potencial científico e tecnológico.
O dia 5 de outubro de 1988 é considerado por Amaral como um dos mais significativos da história contemporânea do Brasil. Foi nesta data que a Constituição Federal foi promulgada.
Para ele, a Carta Magna acabou com um gargalo de 24 anos de várias questões sociais, sindicais e principalmente de direitos e garantias individuais e coletivas, que enfatizam a igualdade de todos os brasileiros perante a lei.
Em sua visão, as constituintes brasileiras anteriores se preocuparam mais com a organização das máquinas do Estado do que com os brasileiros e seus direitos e deveres. Até mesmo se comparada com constituições de outros países, a brasileira se destaca por abranger vários segmentos importantes de uma Nação.

### Avaliação Positiva
De acordo com avaliação do Departamento Intersindicial de Assessoria Parlamentar (DIAP),”   Joaquim Del Bosco Amaral recebeu nota 7,75 por sua atuação na elaboração da Constituição Federal. Entre os parlamentares que representavam o Estado de São Paulo foi um dos 20 melhores.
Nos dois turnos de votações de propostas, suas melhores notas estiveram relacionadas a questões importantes, como aprovação dos turnos de 6 horas diárias e 40 horas semanais, criação de um salário mínimo real e de piso real para cada categoria, férias remuneradas com acréscimo de 1/3 do salário,  direito de greve, estabilidade do dirigente sindical, aviso prévio de 30 dias, criação das comissões de fábrica, aposentadoria proporcional e reforma agrária.

### Herança Política
Atualmente, Joaquim Carlos Del Bosco Amaral não ocupa cargos públicos e nem tem participado como candidato das últimas eleições realizadas no Brasil. Profissionalmente, trabalha em seu escritório de advocacia em Santos e dedica seu tempo livre para a família, que sempre o apoiou nos ideais que defendeu por um Brasil melhor e acima de tudo livre.
Porém, se engana quem pensa que a política foi deixada de lado. O ex-parlamentar acompanha de muito perto a carreira de seu filho Marcelo Del Bosco Amaral, que atualmente exerce seu terceiro mandato como vereador em Santos. O jovem político conseguiu se eleger em três das cinco eleições que disputou.

### O Brasil de hoje
As manifestações populares ocorridas entre junho e julho de 2013 em todo o País e que se iniciaram com a mobilização do Movimento Passe Livre, em São Paulo, chamaram a atenção do ex-parlamentar. No entanto, ele não acha necessário reunir uma nova Assembleia Nacional Constituinte como chegou a ser cogitado.
Para ele, a explicação da insatisfação popular é que estudantes, trabalhadores e aposentados estão sentindo os efeitos da política econômica do Governo Federal. Del Bosco Amaral acredita que todas as conquistas obtidas pelo Plano Real nos oito anos de governo do ex-presidente Fernando Henrique Cardoso e até no primeiro mandato de Luz Inácio Lula da Silva estão sendo desvirtuadas.
Del Bosco, inclusive, acredita que muitos dos atuais problemas brasileiros poderiam ser resolvidos com a própria Constituição promulgada em 1989. Em várias oportunidades, disse que se a Carta Magna for cumprida à risca ficará comprovado que se trata da maior transformação que um País emergente já sofreu, principalmente no que diz respeito aos deveres e direitos de cidadania.